# زبار
زبار، روستایی در دهستان نایبند بخش چاه‌مبارک شهرستان عسلویه در استان بوشهر ایران است. ابن روستا، مرکز دهستان نایبند است.

## جمعیت
بر پایه سرشماری عمومی نفوس و مسکن در سال ۱۳۹۵، جمعیت این روستا برابر با ۱٬۱۳۸ نفر (۳۰۵ خانوار) بوده‌است.